# Adriano Valerio Rossi
Adriano Valerio Rossi (Roma, 1947) è un linguista, filologo e iranista italiano.

## Biografia
Professore di Filologia Iranica presso l'Università degli Studi di Napoli "L'Orientale", è attivo nella ricerca italiana sulle lingue iraniche. 
Ha studiato lingue, storia e civiltà del Vicino Oriente antico e moderno all'Università di Roma, sotto la guida di A. Bausani, A. Pagliaro, W. Belardi, G. Cardona, S. Moscati, G. Castellino, M. Liverani, G. Garbini, S. Mazzarino e G. Pugliese Carratelli, acquisendo contemporaneamente una vasta formazione negli studi classici e filosofici. Dal 1980 è professore straordinario (dal 1983 ordinario) di Linguistica Iranica, poi Filologia Iranica, all'Università degli Studi di Napoli "L'Orientale". Ha diretto il Centro di Lessicografia Asiatica dell'Istituto italiano per il Medio ed Estremo Oriente (poi Istituto Italiano per l'Africa e l'Oriente) dal 1984. 
Nel quadro dei suoi interessi relativi alla lingua baloci, negli anni ottanta è stato direttore del Progetto di Rilevante Interesse Nazionale (PRIN) Etnolinguistica dell'Area Iranica, il primo di carattere etnolinguistico nella storia dei PRIN. Dirige il progetto internazionale volto alla stampa del primo dizionario etimologico della lingua baloci (A Balochi Etymological and Comparative dictionary) ed è fondatore e direttore della [Newsletter of] Balochistan studies. Dal 1998 ha diretto come Principal Investigator sei PRIN su temi di linguistica iranica (etimologia baloci e favolistica iranica) ed epigrafia antico-persiana. Si è interessato (con oltre 150 pubblicazioni) di (etno) linguistica storica e descrittiva (antico-persiano, elamico, partico, medio-persiano, sogdiano, curdo, baloci, farsi, brahui, urdu), storia politica del subcontinente indiano e dell'Asia orientale. Dai primi anni 2000 dirige il progetto internazionale DARIOSH (= Digital Achaemenid Royal Inscriptions Open Schema Hypertext) per l'archiviazione digitale e una nuova edizione commentata delle iscrizioni reali achemenidi. 
È stato Direttore del Dipartimento di Studi Asiatici (1987-1988), Preside della Facoltà di Lettere e Filosofia (1990-1992), Prorettore (1987-1988) e Rettore (1992-1998) all'Orientale di Napoli, dove è attualmente il decano del corpo accademico, e dove dirige il Dottorato di ricerca Turchia, Iran, Asia centrale. Ha rappresentato l'Italia nell'Asia-Europe Foundation (ASEF) dalla sua fondazione (1997) al 2004. È membro di consigli scientifici di periodici e serie monografiche, tra cui Acta Iranica (Leuven, Peeters), Iran & the Caucasus (Leiden, Brill), Ancient Iranian Studies Series (Centre for the Great Islamic Encyclopaedia, Tehran), Balochistan Review (Quetta), Middle Persian Dictionary Project (Gerusalemme), Annali Serie Orientale (Dipartimento Asia, Africa e Mediterraneo, Orientale di Napoli), Scritture di storia (ESI, Napoli) e Mezzogiorno e Europa (Napoli), nonché di accademie e società scientifiche, tra cui l'Accademia nazionale dei Lincei e la Balochi Academy (Honorary Member). Dall'11 marzo 2016 è presidente di ISMEO – Associazione Internazionale di Studi sul Mediterraneo e l'Oriente ("nuovo ISMEO") con sede a Palazzo Baleani, Roma.